# Туристическа анимация
Туристическата анимация е туристическа услуга, оказването на която въвлича туриста в активно действие. Тя е основана върху личния контакт на аниматора с туриста, върху съвместното участие на аниматора и туриста в развлечения, предлагани от аниматорската програма на туристическия комплекс.
Туристическата анимация е разновидност на туристическата дейност; осъществява се от туристическите предприятия (туристически комплекс, хотел и др.) или на транспортно средство (круизен кораб, влак, автобус и т.н.), както и в местата за пребиваване на туристи (градския площад, театъра или парка на града и др.); тя въвлича туристите в разнообразни мероприятия чрез участието им в специално разработени за тази цел програми за свободното време.
Крайната цел на туристическата анимация е удовлетвореността на туриста от почивката, неговото добро настроение, положителни впечатления, възстановяване на душевните и физическите сили.
Анимационната дейност винаги е съпътствала туристическата дейност, но масово, индустриално явление туристическата анимация става едва последните десетилетия на XX век като следствие от масовото туристическо търсене на разнообразие на туристическите продукти и услуги в различни страни и съответно на реакцията на туристическите предприятия на това търсене, което носи допълнителни доходи и печалба на туристическите предприятия.
В началото на XXI век анимацията бележи своя апогей. Тя е неделима част от дейността на всяка туристическа организация или обект. Открива възможност за създаване на уникален туристически продукт, предлагащ вълнуващи преживявания на туристите.